# Marius Schneider
Marius Schneider (Haguenau, 1º luglio 1903 – Marquartstein, 10 luglio 1982) è stato un musicologo tedesco.

## Biografia
Studiò filologia, piano e composizione a Strasburgo, dove nel 1924 sostenne i suoi primi esami di piano, poi al Conservatorio di Parigi e alla Sorbonne con André Pirro, infine all'Università di Berlino, dove nel 1930 si diplomò con Johannes Wolf sostenendo una tesi sull'"Ars Nova del XIV secolo in Francia e in Italia". Tra i suoi insegnanti ebbe Achille Philip, Alfred Cortot, Eugène Cools e Maurice Ravel.

### Insegnamento
Dopo il diploma, fu assistente di Curt Sachs e di Erich Moritz von Hornbostel, al quale successe, nel 1933, alla direzione del Berliner Phonogramm-Archiv. Nell'1934 pubblicò, a Berlino, una monumentale Storia della Polifonia. A partire dal 1944 intraprese lo studio del simbolismo musicale nella musica primitiva e in quella della civiltà antiche, presso il dipartimento di etnomusicologia dell'Istituto di Musicologia di Barcellona, dove insegnò musicologia e incontrò la sua seconda moglie, che come lui fuggiva dal regime nazionalsocialista. A metà degli anni Cinquanta tornò definitivamente in Germania e nel 1955 ottenne l'abilitazione all'Università di Colonia, dove insegnò fino al 1968, per trasferirsi poi all'Università di Amsterdam (1968-1970), pur continuando a partecipare a conferenze in tutto il mondo. Nel 1970 e nel 1971 tenne corsi e seminari estivi presso l'Istituto ticinese di alti studi a Lugano.
Fu introdotto in Italia, nel 1970, da Alfredo Cattabiani, in qualità di direttore editoriale della casa editrice Rusconi, e da Elémire Zolla, che ne ha curato alcune opere.

## Opere tradotte in italiano
- Il significato della musica,  trad. di Aldo Audisio, Agostino Sanfratello e Bernardo Trevisano, introduzione di Elémire Zolla, Milano, Rusconi, 1970; Milano, SE, 2007
- Pietre che cantano : studi sul ritmo di tre chiostri catalani di stile romanico, trad. di Augusto Menduni, Milano, Archè, 1976; Parma, Guanda, 1982, prefazione di Elémire Zolla; Milano, SE, 2005
- Gli animali simbolici e la loro origine musicale nella mitologia e nella scultura antiche,(1946), trad. di Gaetano Chiappini, Milano, Rusconi, 1986, ISBN 88 18 21006 8
- La musica primitiva,  trad. di Stefano Tolnay, Milano, Adelphi, 1992
- La danza delle spade e la tarantella : saggio musicologico, etnografico e archeologico sui riti di medicina, a cura di Pierpaolo De Giorgi, Lecce, Argo, 1999
- "La nozione del tempo nella filosofia e nella mitologia vedica", in: Ecologia della musica (ed. da Antonello Colimberti), Roma: Donzelli, 2004

Saggi pubblicati su Conoscenza Religiosa (Firenze, 1969-1983):
- "La simbologia della danza", 1969, n.1, p. 21 ss.
- "Sono le cerimonie adatte ai tempi?", 1969, n. 2, p. 147 ss.
- "Le basi storiche della simbologia musicale", 1969, n. 3, p. 267 ss.
- "Canto e musica nei riti funebri delle alte civiltà antiche", 1970, n. 1, p. 22 ss.
- "Natura e origine del simbolo", 1971, n. 4., p. 313 ss.
- " Udire e cantare", 1972, n. 3, p. 213 ss.
- " Musica e lingua sacra nella tradizione vedica", 1973, n. 1, p. 111 ss.
- "Una concezione del mondo in uno strumento musicale", 1973, n. 2., p. 212 ss.
- "Natura e origine della musica", 1973, n. 3, p. 279 ss.
- "Il vero Don Giovanni",  1974, n. 4, p. 195 ss.
- "Linguaggio e simbolo in Heidegger", 1977, n. 4, p. 358 ss.
- "Il mito del mondo primordiale e l'armonia delle sfere", 1983, n. 1, p. 1 ss.